# Novopokrovka (Crimea)
|  | Per a altres significats, vegeu «Novopokrovka». |

Novopokrovka (en ucraïnès i en rus: Новопокровка) és un poble de la República Autònoma de Crimea a Ucraïna, que el 2014 tenia 1.212 habitants. Pertany al districte de Krasnogvardiiske.